# Екатерина Аталик
Екатерина Аталик (на турски: Ekaterina Atalık), с момински имена Екатерина Львовна Половникова, е турска и руска шахматистка, гросмайсторка при жените и европейска шампионка. Съпруга е на турския гросмайстор Суат Аталик.

## Кариера
През април 2006 г. става европейска шампионка, след като спечелва 7-о европейско индивидуално първенство в Кушадасъ, Турция.
През 2008 г. става шампионка на Турция с резултат 8,5/9 т., като това е първото ѝ участие в първенството за жените на южната съседка на България. Преди това участва в надпреварата при мъжете през 2006 г., където заема 11-13 м. в крайното класиране. Същата година участва на международния турнир за жени „IsBank-Atatürk“, където завършва на четвърто място с 5/9 т., и само загубата на Аталик в последния кръг от китайката Дзао Сюе, отнема възможността на туркинята да подели второто място с шведката Пиа Крамлинг.

## Сватбата
На 9 ноември 2005 г. руската шахматистка Екатерина Половникова се омъжва за турския гросмайстор Суат Аталик. Сватбата е организирана в университета Окан (Истанбул), а домакин на събитието е Турската шахматна федерация. Кумове на сватбата са шахматистите Найджъл Шорт и Екатерина Корбут. След сватбената церемония се провежда блиц партия между Екатерина и Суат, която трябва да определи, кой ще командва в къщата. Партията приключва с реми.